# SameGame
SameGame è un videogioco rompicapo originariamente inventato col nome di Chain Shot nel 1985 da Kuniaki Moribe (Morisuke), che fu distribuito per Fujitsu FM-8/7 series in un giornale mensile giapponese di personal computer chiamato Gekkan ASCII.
Il gioco fu successivamente sviluppato di nuovo sotto il nome di SAME GAME nel 1992 per le piattaforme UNIX da Eiji Fukumoto (Kyoto), seguito dalla versione per NEC PC-9801 di Wataru Yoshioka (W. Yossy). Nel 1993 fu realizzato un porting per Windows 3.1 da Ikuo Hirohata. Questa versione venne tradotta in inglese da Hitoshi Ozawa ed è ancora disponibile dal suo archivio software Archiviato il 18 luglio 2011 in Internet Archive.. Nel 1994, Takahiro Sumiya realizzò una versione per Macintosh. Questa versione aveva alcune differenze a livello di gameplay (tre colori invece di cinque) ed è molto probabilmente, ancora oggi, la più diffusa di tutta la serie originale. È la versione su cui si basano Same Gnome/KSame per Linux.
Same Game viene pronunciato sa-me-ga-me in giapponese.

## Come si gioca
È presente un piano di gioco rettangolare inizialmente riempito con diversi (di solito 4 o 5) tipi di blocchi disposti in modo casuale. Selezionando uno dei diversi gruppi di blocchi adiacenti, il giocatore può rimuovere questi dallo schermo di gioco. Una colonna senza alcun blocco verrà riempita dalle altre colonne immediatamente a destra. Di solito, non ci sono limitazioni di tempo durante una partita; tuttavia, alcune implementazioni gradualmente spingono le file verso su oppure lasciano cadere dei blocchi da sopra. Il gioco finisce quando non possono essere rimossi ulteriori blocchi, come nella seconda figura a destra:
```
...........     ...........
. X       .     .         .
.#X X     . --> .  X      .
.XXO#X    .     .#O#X     .
...........     ...........
```

## Punteggio
Quasi tutte le versioni del gioco danno {\displaystyle (n-k)^{2}} punti per aver rimosso n blocchi in una volta sola, dove k = 1 o a 2 secondo l'implementazione. Per esempio, Insane Game per i calcolatori TI usa {\displaystyle (n-1)^{2}}. La versione di Ikuo Hirohata usa la formula {\displaystyle n^{2}-3n+4}. L'implementazione fatta per Bubble Breaker per Windows Mobile usa la formula {\displaystyle n(n-1)}.
Alcune versioni offrono anche un bonus punti quando vengono rimossi tutti i blocchi dallo schermo di gioco. Altre invece riducono il punteggio finale in base ai blocchi che rimangono quando la partita è finita.

## Versioni
- Chain Shot!, il gioco originale di Kuniaki Moribe per i Fujitsu FM 8/7, convertito per PC-8801, PC-9800, N5200 (1988), e Macintosh (1992). Aveva uno schermo di gioco di 20×10 e quattro colori.
- L'originale Same Game per Unix di Eiji Fukumoto, 1992. Ha aumentato il numero dei colori a cinque.
- Una versione per PC-9801 di Wataru Yoshioka (W. Yossi).
- Una conversione per Windows 3.1 di Ikuo Hirohata, 1993, più tardi tradotta in inglese da Hitoshi Ozawa. Aggiungeva un opzionale schermo di gioco di 25×15. Lo schermo opzionale richiedeva la risoluzione del desktop 800×600
- Un porting per Macintosh di Takahiro Sumiya, 1994. Riduceva il numero dei colori a tre.
- KSame/Same Gnome, basato sulla versione Macintosh di Takahiro Sumiya.
- Clickomania di Matthias Schüssler, 1998, Windows. Le misure del campo ed il numero dei colori sono configurabili. Originalmente lo scopo è solo quello di pulire lo schermo di gioco, il numero di blocchi rimossi in un turno non influenza il punteggio.
- Una versione per Amiga di Ronald van Dijk, 1999. Aveva uno schermo di gioco di 15×10 e tre colori.
- MacStones di Craig Landrum, 1999, basato su Same Gnome.
- Aha! di Computer Systems Odessa, 1999. Permetteva di configurare le misure dello schermo di gioco (comprese tra 3×3 e 25×15) ed il numero di colori (da 2 a 5).
- Jawbreaker, 2003, PocketPC.
- Undake 30: Same Game, 1995, versione per Super Nintendo con icone rappresentanti oggegtti e personaggi relativi alla serie Mario.

### KSame
KSame è una versione open source per KDE (noto Linux desktop environment). Stephan Kulow e Marcus Kreutzberger nel 1997 scrissero Probiere (gioco tedesco), la loro prima applicazione per X11. Decisero dunque di creare un port dello stesso per KDE, ed eccolo qui. Per il punteggio utilizza la formula (n-2)2.

### Same Gnome
Same Gnome è un'altra versione originariamente sviluppata per GNOME (altro desktop environment per Linux). È una variante di KSame. Quando il giocatore muove il cursore del mouse sopra due o più biglie (o pianeti, secondo il tema scelto) adiacenti e di identico colore, queste iniziano a ruotare e basta cliccarci sopra per vederle scomparire.